# Orchestia canariensis
Orchestia canariensis is een vlokreeftensoort uit de familie van de Talitridae. De wetenschappelijke naam van de soort is voor het eerst geldig gepubliceerd in 1950 door Dahl.